# Конартехте
Конартехте́ (перс. کنارتخته‎) — небольшой город на юге Ирана, в провинции Фарс. Входит в состав шахрестана Казерун.

## География
Город находится в северо-западной части Фарса, в горной местности юго-восточного Загроса, на высоте 520 метров над уровнем моря.
Конартехте расположен на расстоянии приблизительно 100 километров к западу от Шираза, административного центра провинции и на расстоянии 675 километров к югу от Тегерана, столицы страны. Ближайший аэропорт расположен в городе Боразджан.

## Население
По данным переписи, на 2006 год население составляло 6 690 человек; в национальном составе преобладают персы, в конфессиональном — мусульмане-шииты.